# Agasshi
Agasshi (Koreaans: 아가씨; Engels: The Handmaiden) is een Zuid-Koreaanse film uit 2016, geschreven en geregisseerd door Park Chan-wook, gebaseerd op het boek Fingersmith (Vingervlug) van Sarah Waters. De film ging op 14 mei in première op het filmfestival van Cannes in de competitie voor de Gouden Palm en wordt omschreven als een "duistere en erotische psychologische thriller".

## Verhaal
Korea tijdens de jaren 1930, in de periode van de Japanse bezetting. Sook-hee wordt ingehuurd als dienstmeid van Lady Hideko, een Japanse erfgename, die een teruggetrokken bestaan leeft op een groot landgoed samen met haar dominante oom Kouzuki. Maar Sook-hee heeft een geheim. Ze is een zakkenroller die aangeworven werd door een oplichter die zich voordoet als een Japanse graaf. Sook-hee moet hem helpen om Hideko te verleiden en te beroven van haar fortuin door haar op te sluiten in een gekkenhuis. Alles lijkt volgens plan te verlopen, totdat Sook-hee en Hideko onverwacht gevoelens voor elkaar krijgen.

## Rolverdeling
| Acteur        | Personage         |
| ------------- | ----------------- |
| Kim Tae-ri    | Nam Sook-hee      |
| Kim Min-hee   | Lady Izumi Hideko |
| Ha Jung-woo   | Graaf Fujiwara    |
| Cho Jin-woong | Kouzuki Noriaki   |
| Kim Hae-sook  | Madame Sasaki     |
| Moon So-ri    | tante van Hideko  |
| Lee Yong-nyeo | Bok-soon          |
| Lee Dong-hwi  | Goo-gai           |
| Jo Eun-hyung  | jonge Hideko      |
| Rina Takagi   | moeder van Hideko |

## Productie
Het verhaal in het boek speelt zich af tijdens het victoriaans tijdperk, maar de locatie werd voor de film veranderd naar het Korea tijdens de Japanse bezetting. De filmopnamen startten half juni 2015 en eindigden in oktober 2015.

## Prijzen
- genomineerd voor Gouden Palm
- BAFTA voor beste niet-Engelstalige film